# 砂田重政
砂田 重政（すなだ しげまさ、1884年〈明治17年〉9月15日 - 1957年〈昭和32年〉12月27日）は、日本の政治家。防衛庁長官（第4代）、衆議院議員（9期）、自由民主党総務会長（第2代）などを歴任した。

## 来歴・人物
愛媛県今治市生まれ。父親は退役軍人で、家が貧しかったため役所の給仕として働き、18歳で上京。1904年東京法学院（現・中央大学）を卒業後、司法官補を経て、弁護士を開業する。1920年に立憲国民党から旧兵庫1区にて衆議院議員に初当選。以後当選9回。犬養毅に師事し、立憲国民党→革新倶楽部→立憲政友会と渡り歩く。犬養内閣にて農林政務次官に就任。犬養亡き後は、政務次官時代に大臣として仕えた山本悌二郎派に身を寄せる。1936年より選挙区を兵庫県から出身地の愛媛県に鞍替えする。1937年には宇垣一成首班工作に携わった。政友会幹事長（1938年～1939年）を経て、1939年の政友会分裂では鳩山一郎を支持して久原派に所属する。
政党解消後は大政翼賛会に入り、議会局審査部長などを務める。1942年には中央政界を離れ、南方軍軍政顧問としてシンガポールに赴任する。戦後は公職追放期間を経て、1952年に旧愛媛2区から自由党から当選し復活を果たすも、翌1953年には落選した。1955年には日本民主党から当選し、三木武吉の要請で党国会対策委員長となる。同年第2次鳩山内閣にて防衛庁長官として入閣。保守合同後は自由民主党で総務会長を務める。

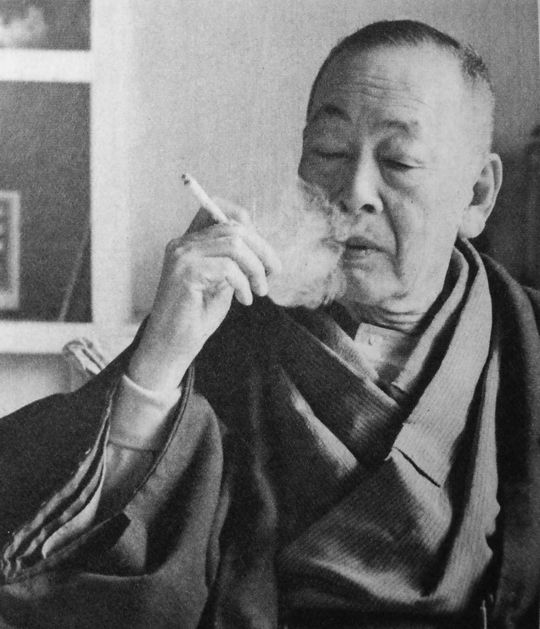
『アサヒグラフ』1955年12月7日号より

自民党では河野一郎派の客分格であったが、後輩の風下に立つのは潔しとしなかったのか、かなり金銭的に無理をして「砂田派」（宜軒会）を立ち上げた。傘下には池田正之輔・浜野清吾らがいたが、すぐに亡くなったため、砂田派の存在が数えられないことが多い。また晩年には全国戦争犠牲者援護会会長を務め、千鳥ケ淵戦没者墓苑の建設に熱心に取り組んでいた。
1957年9月には日本相撲協会に請われて設立されたばかりの運営審議委員会委員となった。
1957年12月27日、心臓麻痺のため73歳で死去。地盤は長男の砂田重民が引き継いだ。墓所は小平霊園(15-1-5)。

## 防衛庁長官時代
砂田は防衛庁長官在任中の1955年8月、自衛官の防衛出動時に郷土の治安維持にあたる郷土防衛隊構想を提示し、今日における民間防衛（日本においては国民保護）組織の必要性とともに、日本の高等学校、大学等の卒業生を一年間自衛隊において訓練し予備幹部自衛官とする、予備幹部自衛官制度の必要性を訴えた。当時の閣議を経ていない個人としての意見という意味合いが強く、自衛隊のあり方に慎重な世論の批判により、更迭されるに至った。

## 家族・親族
北海道開発庁・沖縄開発庁長官を務めた砂田重民は長男。次男の砂田勝次郎は河野一郎の秘書を経て、東京・永田町でバナナ輸入会社「砂田産業」を経営、「黒い霧台湾バナナ事件」で名を馳せた日本バナナ輸入組合の初代理事長も務めた。輸入台湾バナナの大物として知られた陳杏村の息子で政商の謝哲信（蓮舫の父）と懇意で、謝は砂田産業を実質的に経営した（のちに桂信貿易と改称し謝の妻が代表取締役を務める）。
衆議院議員を務めた砂田圭佑は甥。娘は椙杜正太郎に嫁いだ。犬丸純子は砂田重政の娘とされることがあるが、椙杜和正の姉が正しく、椙杜家から犬丸二郎のもとに嫁いだ。TOKMA（トクマ）（ロックミュージシャン）は、曾孫にあたる。